# Young Animator Training Project
El Young Animator Training Project (若手アニメーター育成プロジェクト Wakate Animētā Ikusei Purojekuto?) es un proyecto anual lanzado en 2010, y financiado por el Gobierno de Japón Agencia de Asuntos Culturales con el fin de apoyar a los animadores de formación. El proyecto culmina con una serie de cortometrajes de anime producidos por varios estudios de animación cada año, llamados a lo largo de este tiempo con los siguientes nombres:
- Proyecto A, lanzado en 2011
- Anime Mirai (アニメミライ?  lit. "Anime del Futuro"), desde 2012–2015
- Anime Tamago (あにめたまご?  lit. "Anime Egg"), desde 2016

## Historia
El proyecto fue lanzado por la Asociación Japonesa de Creadores de Animación (JAniCA) en 2010. El grupo de trabajo de animación recibió 214.5 millones de yenes (aproximadamente US $ 2.27 millones) de la Agencia de Asuntos Culturales del gobierno japonés, y distribuyó la mayoría de esos fondos a los estudios para entrenar jóvenes animadores en el trabajo durante el año. Una de las razones del apoyo de la Agencia para Asuntos Culturales es la preocupación de que una mayor parte del proceso de animación japonés se externalice en el extranjero, lo que conduce a una disminución de las oportunidades para enseñar técnicas de animación dentro de Japón. En 2011, la Agencia nuevamente proporcionó fondos para que JAniCA seleccionara más proyectos de capacitación para jóvenes bajo los mismos presupuestos.
En abril de 2014, JAniCA anunció que ya no están ejecutando la iniciativa. Más tarde se anunció que la Asociación de Animaciones Japonesas (AJA) ejecutará el proyecto.

## Animaciones
Las siguientes animaciones se crearon con los fondos proporcionados por el Proyecto de capacitación de jóvenes animadores. Los estudios de animación ofrecen financiamiento y cada año se seleccionan cuatro estudios para producir cortometrajes. Todos los cortometrajes se emiten en los cines cada año en marzo.

### Proyecto A
Los siguientes cortometrajes cortos fueron producidos en 2010
- Kizuna Ichigeki (キズナ一撃?  lit. Bond Strike) - Ascension
- Ojii-san no Ranpu (おぢいさんのランプ?  lit. The Old Man's Lamp) - Telecom Animation Film
- Bannō Yasai Ninninman (万能野菜 ニンニンマン?  lit. Versatile Vegetable Nininman) - P.A.Works
- Tansu Warashi. (たんすわらし。?  lit. Wardrobe Dwellers) - Production I.G

### Anime Mirai 2012
- BUTA - Telecom Animation Film
- Wasurenagumo (わすれなぐも?  lit. Little Spider Girl) - Production I.G
- Shiranpuri (しらんぷり?  lit. Minding My Own Business) - Shirogumi
- Pukapuka Juju (ぷかぷかジュジュ?  lit. Dudu the Floatie) - Answer Studio

### Anime Mirai 2013
Los siguientes cortometrajes fueron producidos en 2012 y parte de 2013.
- Ryo (龍 -RYO-?) - Gonzo
- Little Witch Academia (リトル ウィッチ アカデミア Ritoru Witchi Akademia?) - Trigger
- Aruvu Rezuru - Kikaijikake no Yōsei-tachi (アルヴ・レズル -機械仕掛けの妖精たち-?  lit. Alv Rezul - Mechanical Fairies) - Zexcs
- Death Billiards (デス・ビリヤード Desu Biriyādo?) - Madhouse

### Anime Mirai 2014
Los siguientes cortos fueron producidos en 2013.
- Harmonie (アルモニ Arumoni?) - Ultra Super Pictures
- Ōkii Ichinensei to Chiisana Ninensei (大きい一年生と小さな二年生?  lit. The Big First Year Student and the Little Second Year Student) - A-1 Pictures
- Paroru no Miraijima (パロルの未来島?  lit. Parol's Future Island) - Shin-Ei Animation
- Kuro no Sumika -Chronus- (黒の栖-クロノス- lit. Black Nest -Chronus-'?) - Studio 4 °C[8]

### Anime Mirai 2015
Los siguientes cortometrajes fueron producidos en 2014.
- Aki no Kanade (アキの奏で?  lit. Aki's Rhythm) - J.C.Staff
- Robotto Kāsan (ロボットかあさん?  lit. Robot Mother) - SynergySP
- Ongaku Shōjo (音楽少女?  lit. Music Girls) - Studio Deen
- Kumi to Chūrippu (クミとチューリップ?  lit. Kumi and Tulips) - Tezuka Productions

### Anime Tamago 2016
Los siguientes cortometrajes se produjeron en 2015. Este es el primer año después de que la Asociación de Animaciones Japonesas (AJA) se hiciera cargo de este proyecto y lo rebautizara como Anime Tamago.
- Colorful Ninja Iromaki (カラフル忍者いろまき Karafuru Ninja Iromaki?) - Signal.MD
- UTOPA - Studio 4 °C
- Kacchikenee! (かっちけねぇ!?) - Tezuka Productions
- Kaze no Matasaburō (風の又三郎?) - Buemon

### Anime Tamago 2017
Los siguientes proyectos fueron producidos en 2016.
- Charanpoland no Bōken (ちゃらんぽ島の物語?  lit. The Charanpoland Adventure) - Studio Comet
- Red Ash: The Indelible Legend|Red Ash: Gearworld - Studio 4 °C
- Genbanojō (げんばのじょう-玄蕃之丞-?) - Nippon Animation
- Zunda Horizon (ずんだホライずん Zunda Horaizun?) -  WAO Corporation, Studio Live, SSS-Studio.

### Anime Tamago 2018
Los siguientes proyectos fueron producidos en 2017.
- Time Driver: Bokura ga Kaita Mirai (TIME DRIVER　僕らが描いた未来?  lit. Time Driver: The Future We Drew) - Imagica Image Works, Robot
- Engimon (えんぎもん?) - Studio Nanahoshi, Usagi.Ou
- Twelve Busters (12バスターズ -Twelve busters-?) - Tomason
- Midnight Crazy Trail - Pinako

### Anime Tamago 2019
Los siguientes proyectos fueron producidos en 2018.
- Hello We Go! - Wit Studio
- Chuck Shimezou - Nippon Animation
- Space Attendant Aoi - Keica, Griot Groove
- Captain Baru - Flying Ship Studio